# Joy & The Hit Kids
Joy & The Hit Kids waren eine Pop- und Beatgruppe aus Mannheim, die von 1966 bis 1969 bestand.

## Geschichte
Gegründet wurde die Gruppe im Mai 1965 als Hit Kids. Sie bestand aus Roland Heck an den Keyboards, Klaus Nagel (1937–2023) an der Gitarre und Flöte, Dieter Kindl an der Gitarre und am Bass, Albin Metz an der Trompete und am Bass sowie Hans Herkenne (1936–2024) am Schlagzeug. Die drei erstgenannten studierten an der Musikhochschule Mannheim, und auch die anderen hatten eine Ausbildung als Musiker. Künstlerischer Kopf der Gruppe war Roland Heck, das Geschäftliche erledigte Klaus Nagel, Hans Herkenne war der Archivar. Sie spielte oft in US-Clubs im Mannheimer Raum. 1966 wollte ihnen der Geschäftsführer eines solchen Clubs namens Top Hats eine Sängerin aufdrücken, die niemand von ihnen kannte. Sie lehnten erst ab, doch als sie die Stimme hörten, willigten sie ein. Es war Erna Raad, die sich damals Joy nannte und später Joy Fleming. Mit ihr als Sängerin hieß die Gruppe nun Joy & The Hit Kids und veröffentlichte mehrere Singles, zuerst auf Decca, dann auf Polydor. Lizenzpressungen davon erschienen in Ländern wie dem Libanon und Mexiko. Bald erreichten Joy & The Hit Kids bundesweite Bekanntheit als fester Bestandteil des Talentschuppens im SWF, der das erste Forum für zahlreiche spätere Berühmtheiten wurde. Die Gruppe wurde von den Rundfunkanstalten und Fernsehsendern wegen ihrer künstlerischen Fähigkeiten oft und gerne eingesetzt, auch als Begleitgruppe vieler Sänger. Das geflügelte Wort vom Mannheim-Sound machte damals die Runde. Erwähnenswert ist ein Auftritt von Joy & The Hit Kids als Vorgruppe von Janis Joplin am 12. April 1969 in der Jahrhunderthalle in Frankfurt. Etwas später im gleichen Jahr, als sich die Gruppe vielschichtigeren Klängen zuwandte, benannte sie sich in Joy Unlimited um, um den Wandel deutlich zu machen. In der Übergangsphase erschienen beide Bandnamen auf den Covern und Labels ihrer Schallplatten, um die Käufer mit dem Namenswechsel vertraut zu machen. Für Joy Fleming war die Gruppe erstes Sprungbrett für ihre spätere Laufbahn.
Später, als es mit Joy Unlimited zu Ende ging, spielten sie wieder als Hit Kids, ohne Joy. Dafür wurden sie an der Gitarre von Hans Lingenfelder unterstützt, der kurz danach als Ricky King Bekanntheit erlangte. Aus der Zeit gibt es einen kleinen Film von einer USA-Reise, der bei YouTube zu sehen ist. Von den zahllosen Rundfunk- und Fernsehauftritten von Joy & The Hit Kids sind viele noch bei den Sendern archiviert. Sie können beim jeweiligen Mitschnittdienst gegen Entgelt bestellt werden, je nach Sender auch von Privatpersonen.
Eine CD-Veröffentlichung von Joy & The Hit Kids steht noch aus. Die Rechte liegen bei Universal.

## Diskographie
Singles
- Sunshine / All The Days (Decca, 1967)
- Zweisamkeit / Das Glück dieser Welt (Decca, 1967)
- Bla, Bla / I’m Still a Child (Decca, 1968)
- Daytime, Nighttime / Mr. Pseudonym (Decca, 1969)
- Oh! Darling / Runaway (Polydor, 1969)
- Feelin’ / I Just Made Up My Mind (Polydor, 1969)
- Es war einmal / Gold und Glück (Polydor, 1969)